# MTV Europe Music Awards
Premiile Muzicale MTV Europa (în engleză: MTV Europe Music Awards, inițial numite MTV European Music Awards, cunoscute sub prescurtarea MTV EMA) sunt acordate anual de către MTV Europe, începând cu anul 1994, pentru a celebra cele mai populare videoclipuri din Europa. Inițial erau o alternativă a MTV Video Music Awards, dar în timp a devenit un eveniment important în lumea muzicii. Sunt organizate în diferite orașe ale Europei și sunt transmise în direct pe MTV.
Prima ceremonie a premiilor Europe Music Awards a avut loc în 1994 la Poarta Brandenburg din Berlin, Germania, la cinci ani după căderea Zidului Berlinului.

## Lista ceremoniilor
| An   | Data         | Loc                                    | Oraș       | Prezentator                               | Câștigător Cel mai bun cântec                        | Ref.          |
| ---- | ------------ | -------------------------------------- | ---------- | ----------------------------------------- | ---------------------------------------------------- | ------------- |
| 1994 | 24 noiembrie | Poarta Brandenburg                     | Berlin     | Tom Jones                                 | "7 Seconds" de Youssou N'Dour și Neneh Cherry        | [ 1 ]         |
| 1995 | 23 noiembrie | Zénith de Paris                        | Paris      | Jean Paul Gaultier                        | "Zombie" de The Cranberries                          | [ 2 ]         |
| 1996 | 14 noiembrie | Alexandra Palace                       | Londra     | Robbie Williams                           | "Wonderwall" de Oasis                                | [ 3 ]         |
| 1997 | 6 noiembrie  | Rotterdam Ahoy                         | Rotterdam  | Ronan Keating                             | "Mmmbop" de Hanson                                   | [ 4 ]         |
| 1998 | 12 noiembrie | FilaForum                              | Milano     | Jenny McCarthy                            | "Torn" de Natalie Imbruglia                          | [ 5 ]         |
| 1999 | 11 noiembrie | Point Theatre                          | Dublin     | Ronan Keating                             | "...Baby One More Time" de Britney Spears            | [ 6 ]         |
| 2000 | 16 noiembrie | Stockholm Globe Arena                  | Stockholm  | Wyclef Jean                               | "Rock DJ" de Robbie Williams                         | [ 7 ]         |
| 2001 | 8 noiembrie  | Festhalle Frankfurt                    | Frankfurt  | Sacha Baron Cohen în rolul Ali G          | "Clint Eastwood" de Gorillaz                         | [ 8 ]         |
| 2002 | 14 noiembrie | Palau Sant Jordi                       | Barcelona  | P. Diddy                                  | "Get the Party Started" de Pink                      | [ 9 ]         |
| 2003 | 6 noiembrie  | Western Harbour                        | Edinburgh  | Christina Aguilera                        | "Crazy in Love" de Beyoncé featuring Jay Z           | [ 10 ]        |
| 2004 | 18 November  | Tor di Valle                           | Roma       | Xzibit                                    | "Hey Ya!" de Outkast                                 | [ 11 ]        |
| 2005 | 3 noiembrie  | Pavilhão Atlântico                     | Lisabona   | Sacha Baron Cohen în rolul Borat Sagdiyev | "Speed of Sound" de Coldplay                         | [ 12 ]        |
| 2006 | 2 noiembrie  | Bella Center                           | Copenhaga  | Justin Timberlake                         | "Crazy" de Gnarls Barkley                            | [ 13 ]        |
| 2007 | 1 noiembrie  | Olympiahalle                           | Munchen    | Snoop Dogg                                | "Girlfriend" de Avril Lavigne                        | [ 14 ]        |
| 2008 | 6 noiembrie  | Echo Arena                             | Liverpool  | Katy Perry                                | "So What" de Pink                                    | [ 15 ]        |
| 2009 | 5 noiembrie  | O2 World                               | Berlin     | Katy Perry                                | "Halo" de Beyoncé                                    | [ 16 ]        |
| 2010 | 7 noiembrie  | Caja Mágica                            | Madrid     | Eva Longoria                              | "Bad Romance" de Lady Gaga                           | [ 17 ]        |
| 2011 | 6 November   | Odyssey Arena                          | Belfast    | Selena Gomez                              | "Born This Way" de Lady Gaga                         | [ 18 ]        |
| 2012 | 11 noiembrie | Festhalle Frankfurt                    | Frankfurt  | Heidi Klum și Ludacris                    | "Call Me Maybe" de Carly Rae Jepsen                  | [ 19 ]        |
| 2013 | 10 noiembrie | Ziggo Dome                             | Amsterdam  | Redfoo                                    | "Locked Out of Heaven" de Bruno Mars                 | [ 20 ]        |
| 2014 | 9 noiembrie  | The SSE Hydro                          | Glasgow    | Nicki Minaj                               | "Problem" de Ariana Grande featuring Iggy Azalea     | [ 21 ]        |
| 2015 | 25 octombrie | Mediolanum Forum                       | Milano     | Ed Sheeran și Ruby Rose                   | "Bad Blood" de Taylor Swift featuring Kendrick Lamar | [ 22 ]        |
| 2016 | 6 noiembrie  | Rotterdam Ahoy                         | Rotterdam  | Bebe Rexha                                | "Sorry" de Justin Bieber                             | [ 23 ]        |
| 2017 | 12 noiembrie | The SSE Arena Wembley                  | Londra     | Rita Ora                                  | "There's Nothing Holdin' Me Back" de Shawn Mendes    | [ 24 ]        |
| 2018 | 4 noiembrie  | Bizkaia Arena                          | Bilbao     | Hailee Steinfeld                          | "Havana" de Camila Cabello featuring Young Thug      | [ 25 ]        |
| 2019 | 3 noiembrie  | FIBES Conference and Exhibition Centre | Sevilla    | Becky G                                   | "Bad Guy" de Billie Eilish                           | [ 26 ]        |
| 2020 | 8 noiembrie  | Breakfast Television Centre            | Londra     | Little Mix                                | "Dynamite" de BTS                                    | [ 27 ]        |
| 2021 | 14 noiembrie | László Papp Budapest Sports Arena      | Budapesta  | Saweetie                                  | "Bad Habits" de Ed Sheeran                           | [ 28 ]        |
| 2022 | 13 noiembrie | PSD Bank Dome                          | Düsseldorf | Rita Ora și Taika Waititi                 | "Super Freaky Girl" de Nicki Minaj                   | [ 29 ]        |
| 2023 | 5 noiembrie  | Paris Nord Villepinte                  | Paris      | Nimeni; ceremonia a fost anulată          | "Seven" de Jungkook featuring Latto                  | [ 30 ] [ 31 ] |
| 2024 | 10 noiembrie | Co-op Live                             | Manchester | Rita Ora                                  | "Espresso" de Sabrina Carpenter                      | [ 32 ]        |

1. ↑  Ceremonia din 2020 era inițial programată la Budapesta, Ungaria, dar din cauza Pandemiei de COVID-19, ceremonia a fost prezentată din Breakfast Television Centre din Londra, sediul Paramount Networks UK & Australia (pe atunci numită ViacomCBS Networks UK & Australia), iar interpretările muzicale au fost înregistrate în diferite locuri.

## Best Romanian Act
Odată cu apariția MTV România, un premiu a fost acordat și pentru cel mai bun interpret român al anului.

### Anii 2000
| An   | Câștigător                | Nominalizări                                                                                        |
| ---- | ------------------------- | --------------------------------------------------------------------------------------------------- |
| 2002 | Animal X                  | - BUG Mafia - Class - Partizan - Zdob si Zdub                                                       |
| 2003 | AB4                       | - Andra vs. Tiger One - O-Zone - Paraziții - Voltaj                                                 |
| 2004 | Ombladon (featuring Raku) | - Activ - Cargo - Firma - O-Zone                                                                    |
| 2005 | Voltaj                    | - Akcent - DJ Project - Morandi - Parazitii                                                         |
| 2006 | DJ Project                | - Andreea Bănică - Morandi - Parazitii - Simplu                                                     |
| 2007 | Andreea Bănică            | - Alex Velea - Activ - DJ Project - Simplu                                                          |
| 2008 | Morandi                   | - Andra - Crazy Loop - Smiley - Tom Boxer cu Anca Parghel și Fly Project                            |
| 2009 | Inna                      | - David Deejay (featuring Dony) - Puya (featuring George Hora) - Smiley - Tom Boxer (featuring Jay) |

### Anii 2010
| An   | Câștigător     | Nominalizări                                                          |
| ---- | -------------- | --------------------------------------------------------------------- |
| 2010 | Inna           | - Connect-R - Dan Bălan - Deepcentral - Edward Maya and Vika Jigulina |
| 2011 | Alexandra Stan | - Fly Project - Guess Who - Puya - Smiley                             |
| 2012 | Vunk           | - CRBL - Grasu XXL - Guess Who - Maximilian                           |
| 2013 | Smiley         | - Antonia - Corina - Loredana Groza - What's Up and Andra             |
| 2014 | Andra          | - Smiley - Elena Gheorghe - Maxim - Antonia                           |
| 2015 | Inna           | - Dan Bittman - Feli - Randi - Smiley                                 |
| 2016 | Andra          | - Feli - Manuel Riva - Smiley - Vanotek                               |

^[a]Best Romanian & Moldovan Act

## Legături externe
- Site web oficial